# Трійковий комп'ютер
Трійковий комп'ютер (англ. ternary або англ. trinary computer) — комп'ютер, який використовує для проведення обчислень тризначну логіку замість більш поширеної бінарної логіки.

## Історія

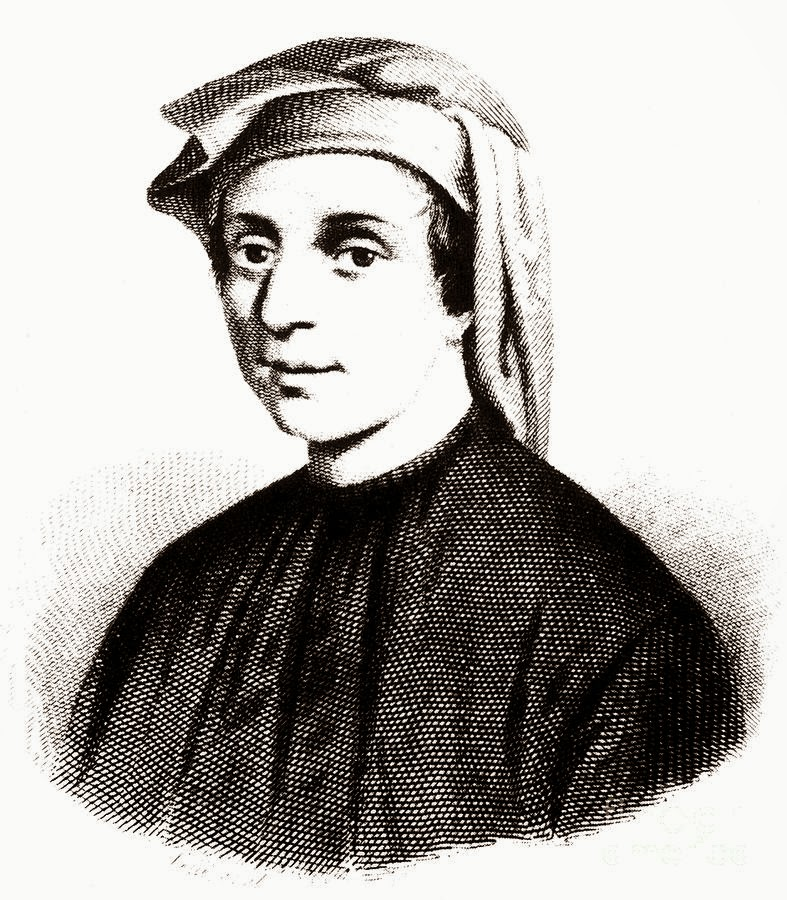
Леонардо Пізанській (Фібоначчі)

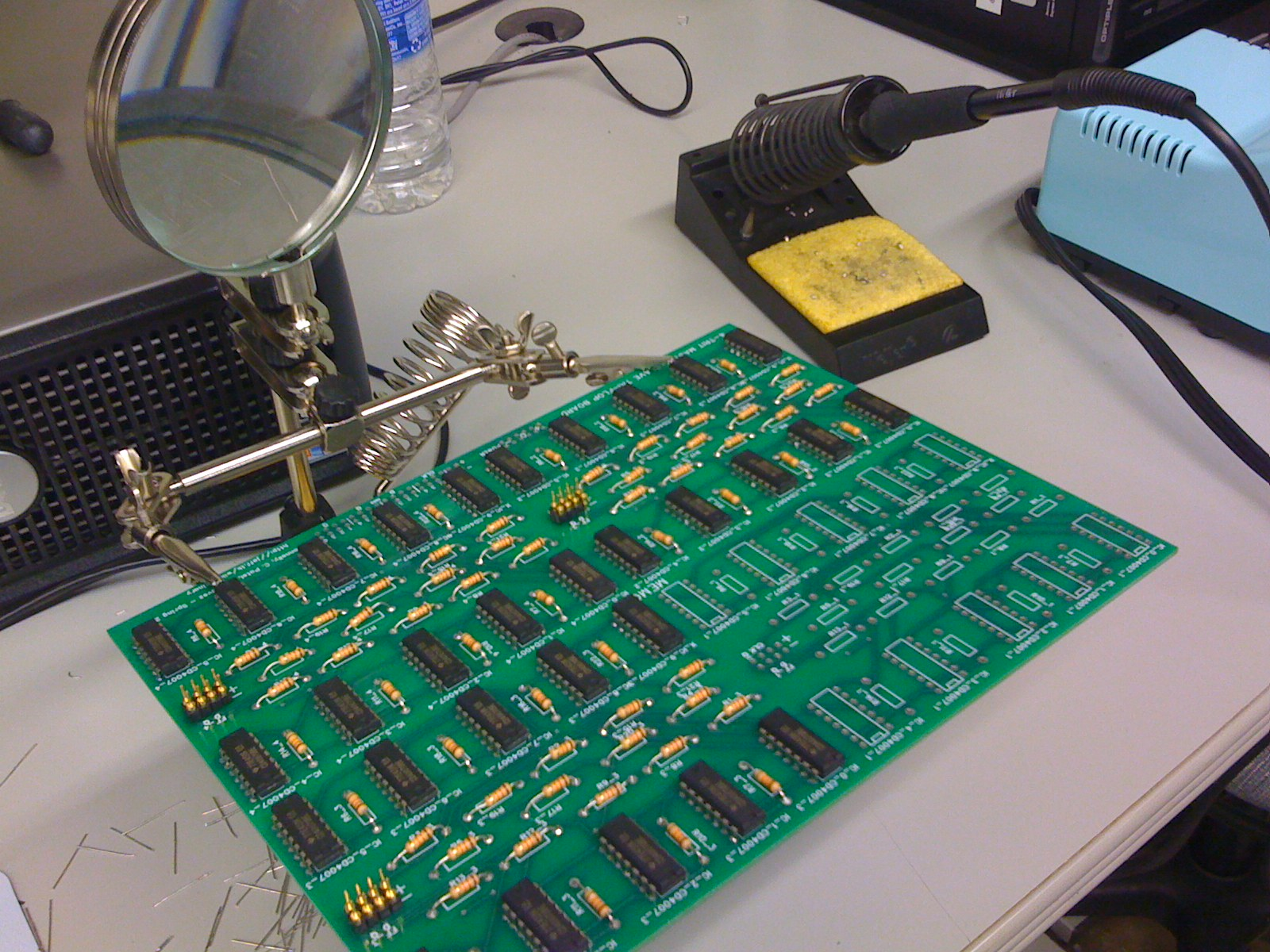
Трирівнева 3-трітна цифрова комп'ютерна система TCA2

- 1203р., Фібоначчі (Леонардо Пізанській) (Піза, Італія) сформулював «задачу про гирі» («задача Баше-Менделєєва»[1]), довів, що, при дозволі класти гирі тільки на одну шальку терезів, найбільш економною є двійкова система числення[2], а при дозволі класти гирі на обидві шальки терезів, найбільш економною є трійкова симетрична система числення[3][4], і опублікував її в «Книзі абака» (Liber abaci).
- 1840р., Томас Фоулер[en] (Торрингтон, графство Девон, Англія, Велика Британія) побудував механічну трійкову обчислювальну машину (помножувач з 55-тритним регістром результату), одну з найбільш ранніх механічних обчислювальних машин[5][6].
- 1947р., в роботі[7], виконаній під керівництвом Джона фон Неймана (США), згадується, але не обговорюється, трійкова система числення.
- 1958р., М. П. Брусєнцов побудував у МДУ першу дослідну електронну трійкову ЕОМ (комп'ютер) «Сетунь»[8] на комірках з феритдіодних магнітних підсилювачів змінного струму[9], що працювали в двобітовому трійковому коді, четвертий стан двох бітів не використовувався. Для передавання даних використовувалася однопровідна система.
- 1959р., під керівництвом М. П. Брусєнцова (ОЦ МДУ) розроблена перша серійна трійкова ЕОМ «Сетунь». З 1962 по 1964рр. Казанським заводом математичних машин було вироблено 46 ЕОМ «Сетунь»[10].
- 1970р., М. П. Брусєнцов побудував в МДУ другу електронну трійкову ЕОМ «Сетунь-70», провідним системним програмістом якої був Хосе Раміль Альварес[ru].
- 1973р., G. Frieder, A. Fong і CY Chao (SUNY, Баффало, США), створили Ternac[ru] — експериментальний трійковий емулятор на двійковій ЕОМ, з арифметикою над 24-тритними цілими і 48-тритними дійсними числами.

- 2008р., (14 березня — 24 травня), Jeff Connelly, Chirag Patel і Antonio Chavez (Advised by Professor Phillip Nico) (California Polytechnic State University of San Luis Obispo, Сан-Луїс-Обіспо, Каліфорнія, США) побудували тритритну цифрову комп'ютерну систему TCA2, версія v2.0[12], в трирівневій (3-Level CodedTernary, 3L CT, «однопровідній») системі трійкових логічних елементів на 1484-х інтегральних транзисторах.

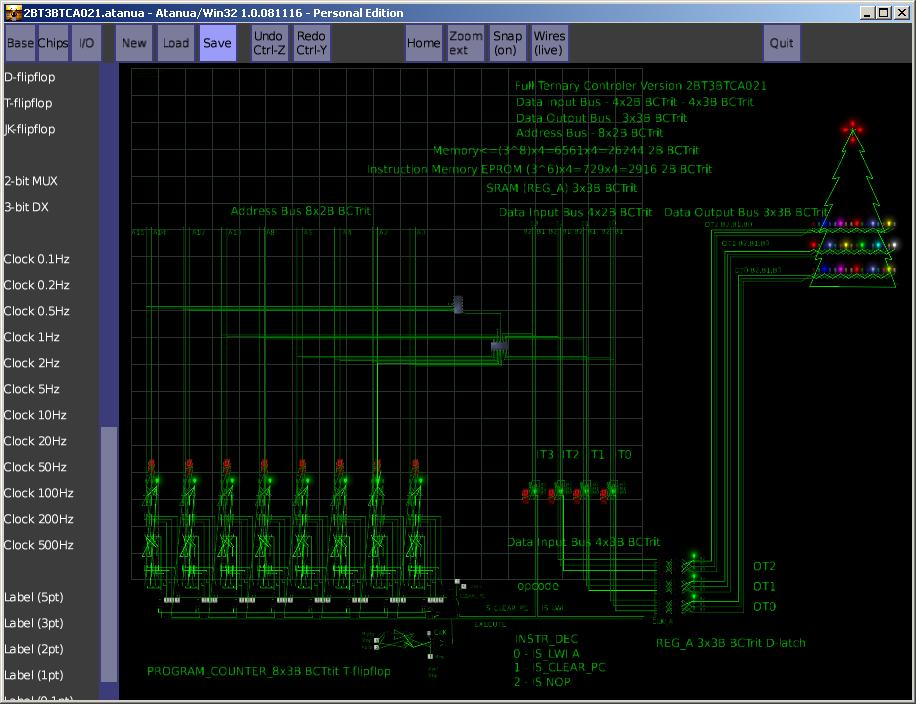
Знімок моделі трійкового контролера 2BT3BTCA0211 в логічному симуляторі Atanua

- 2011р., (серпень), А. С. Куликов (Москва, Росія) побудував 12288-трітну модель трійкового контролера з двобітовими і трибітовими трійковими шинами 2BT3BTCA021[13] у дворівневих двобітових (2-Level 2-Bit BinaryCodedTernary, 2L 2B BCT, «двопровідних») і трибітових (2-Level 3-Bit BinaryCodedTernary, 2L 3B BCT, «трипровідних») системах трійкових логічних елементів у логічному симуляторі Atanua.

## Переваги трійкових комп'ютерів
Трійкові ЕОМ мають ряд переваг в порівнянні з двійковими ЕОМ.
При додаванні тритів у трійкових півсуматорах і в трійкових суматорах кількість додавань приблизно в 1,5 разу менша, ніж при додаванні бітів у бінарних півсуматорах і в бінарних суматорах, і, отже, швидкодія при додаванні приблизно в 1,5 разу більша.
При застосуванні симетричної трійкової системи числення і додавання, і віднімання проводиться в одних і тих самих двохаргументних (двохоперандних) півсуматорах-піввіднімачах або повних трьохаргументних (трьохоперандних) суматорах-віднімачах без перетворення від'ємних чисел у додаткові коди, тобто ще трохи швидше, ніж у бінарних півсуматорах і в бінарних повних суматорах з перетворенням від'ємних чисел в додаткові коди.
Питоме натурально логарифмічне число кодів (чисел) (щільність запису інформації) описується рівнянням {\displaystyle y={\frac {\ln x}{x}}}, де {\displaystyle x} — основа системи числення. З рівняння випливає, що найбільшою щільністю запису інформації володіє система числення з основою рівною основі натуральних логарифмів, тобто числу Ейлера (е=2,71…). Це завдання вирішували ще в часи Непера при виборі основи для логарифмічних таблиць.
Трійкова логіка цілком включає в себе двійкову логіку, як центральну підмножину, тому трійкові ЕОМ можуть робити майже все, що роблять двійкові ЕОМ, плюс можливості трійкової логіки.

## Елементи трійкових комп'ютерів
Відомі трійкові елементи таких видів:

#### Імпульсні
- Ферритодіодні трійкові елементи М. П. Брусєнцова, аналогічні двійковим елементам Лем-1 Л. І. Гутенмахера (магнітні підсилювачі)

.

### Потенційні

#### Трирівневі
- Трирівневі потенційні логічні елементи (3-Level CodedTernary, 3L CT, «однопровідні»), в яких трьом стійким станам відповідають три рівні напруги (додатна, нульова, від'ємна), (висока, середня, низька)[12][17][18]. Обсяг переданих даних збільшується в 1,5 рази на один трійковий розряд, але, через меншу швидкодію самої трирівневої фізичної системи, підсумкова швидкодія виходить менша, ніж швидкодія звичайної двійкової системи. Амплітуда сигналу перешкоди відносно напруги живлення до Uж/4 (до 25% від Uж).

#### Дворівневі
- Дворівневі, потенційні (2-Level BinaryCodedTernary, 2L BCT), в яких логічні елементи (інвертори) мають два стійких стани з двома рівнями напруги (висока, низька), а трійковість роботи досягається системою зворотних зв'язків. Амплітуда сигналу перешкоди до Uж/2 (до 50% від Uж).
  - Двобітові
Дворівневі двобітові (2-Level 2-Bit BinaryCodedTernary, 2L 2B BCT, «двопровідні»)[19]. За швидкістю дорівнюють потрійним дворівневим трибітовим тригерам. У порівнянні зі звичайними двійковими тригерами в 1,5 рази збільшують прямі апаратні витрати.
  - Трибітові
Дворівневі трибітові (2-Level 3-Bit BinaryCodedTernary, 2L 3B BCT, «трипровідні». За швидкістю дорівнюють потрійним дворівневим двобітовим тригерам. У порівнянні зі звичайними двійковими RS-тригерами збільшують обсяг збережених і переданих даних в 1,5 рази на один розряд. Найбільш економічні з точки зору апаратних витрат (зменшують прямі апаратні витрати приблизно на 5,7% в порівнянні з апаратними витратами на звичайних двійкових тригерах). Швидкодія вища, ніж у звичайній двійковій системі, але нижча, ніж у четвірковій чотирибітовій системі.

#### Змішані
- Змішані, в яких вхід даних трирівневий по одній лінії і землі, а вихід даних дворівневий по трьох лініях і землі[20].

## Вузли трійкових ЕОМ
- Трійкові суматори

Повний трійковий тернарний (трьохоперандний) однорозрядний суматор є неповною трійковою логічною тернарною (трьохоперандною) функцією.
- Трійкові тригери
- Трійкові регістри

## Майбутнє
Дональд Кнут відзначав, що через масове виробництво двійкових компонентів для комп'ютерів, трійкові комп'ютери займають дуже мале місце в історії обчислювальної техніки. Однак трійкова логіка елегантніша і ефективніша від двійкової і в майбутньому, можливо, слід знову повернутися до її розробки.
У спільній роботі Цзінь, Хе і Лю (Jin, He, Lü) (2005) можливим шляхом вважають комбінацію оптичного комп'ютера з трійковою логічною системою. На думку авторів роботи, трійковий комп'ютер, що використовує волоконну оптику, повинен використовувати три величини: 0 або ВИМКНУТО, 1 або НИЗЬКИЙ, 2 або ВИСОКИЙ.
Оптична трійкова дворівнева трирозрядна (трибітова) одноодинична (однонулева, однозначна) система через передавання за один такт одного трита збільшує швидкість передачі даних по одному розряду в 1,5 рази на один розряд, по n трійковим розрядам — ще більше, при цьому зменшуються питомі апаратні витрати.
Майбутній потенціал трійкової обчислювальної техніки був також відзначений компанією Hypres, яка активно бере участь у розробці трійкової обчислювальної техніки. IBM у своїх публікаціях також повідомляє про трійкову обчислювальну техніку, але не бере активної участі в розробці.